# Ghosted
Ghosted é um filme de drama romântico e mistério germano-taiwanês de 2009 dirigido por Monika Treut.

## Sinopse
Quando Ai- Ling morreu em circunstâncias misteriosas, Sophie está devastada. Enquanto suas memórias desdobrar através de flashbacks e sua própria imagens de vídeo, a peça revela as diferenças culturais cinematográfica reforçou seu relacionamento tanto quanto o difícil. Em uma viagem a Taipei, Sophie encontra Mei- Li, uma jornalista cujo aparecimento na vida de Sophie é cada vez mais bizarro. Como uma aparição fantasmagórica, a presença sedutora de Mei- Li Sophie forças para enfrentar a verdade sobre seu amor perdido. Com uma estética incomparável, sutil e comovente, " Ai- Mei " explora os limites entre a vida e a morte, a memória e a imagem.